# Arthur Roche
Arthur Roche (Batley Carr, 6. ožujka 1950.) engleski je kardinal Katoličke Crkve koji od 2021. služi kao prefekt Dikasterija za bogoštovlje i disciplinu sakramenata.
Dana 27. svibnja 2021. papa Franjo imenovao ga je prefektom Dikasterij za bogoštovlje i stegu sakramenata. Dana 13. srpnja 2022. papa Franjo imenovao ga je članom Dikasterija za biskupe. Dana 27. kolovoza 2022. papa Franjo imenovao ga je kardinalom đakonom i dodijelio mu naslovnu crkvu San Saba.